# Řečice (Zábřezí-Řečice)
Řečice (německy Retschitz) je část obce Zábřezí-Řečice v okrese Trutnov. Nachází se na severu Zábřezí-Řečic. V roce 2009 zde bylo evidováno 33 adres. V roce 2001 zde trvale žilo 40 obyvatel.
Řečice leží v katastrálním území Zábřezí o výměře 2,45 km2.